# Hôtel Bésuel
L'hôtel Bésuel est un hôtel particulier situé à Rouen, en France.

## Localisation
L'hôtel Bésuel est situé dans le département français de la Seine-Maritime, sur la commune de Rouen, aux 5-9 rue du Sacre.

## Historique
La façade et la toiture sont classées au titre des monuments historiques en 1974.